# Picazo (coloración)

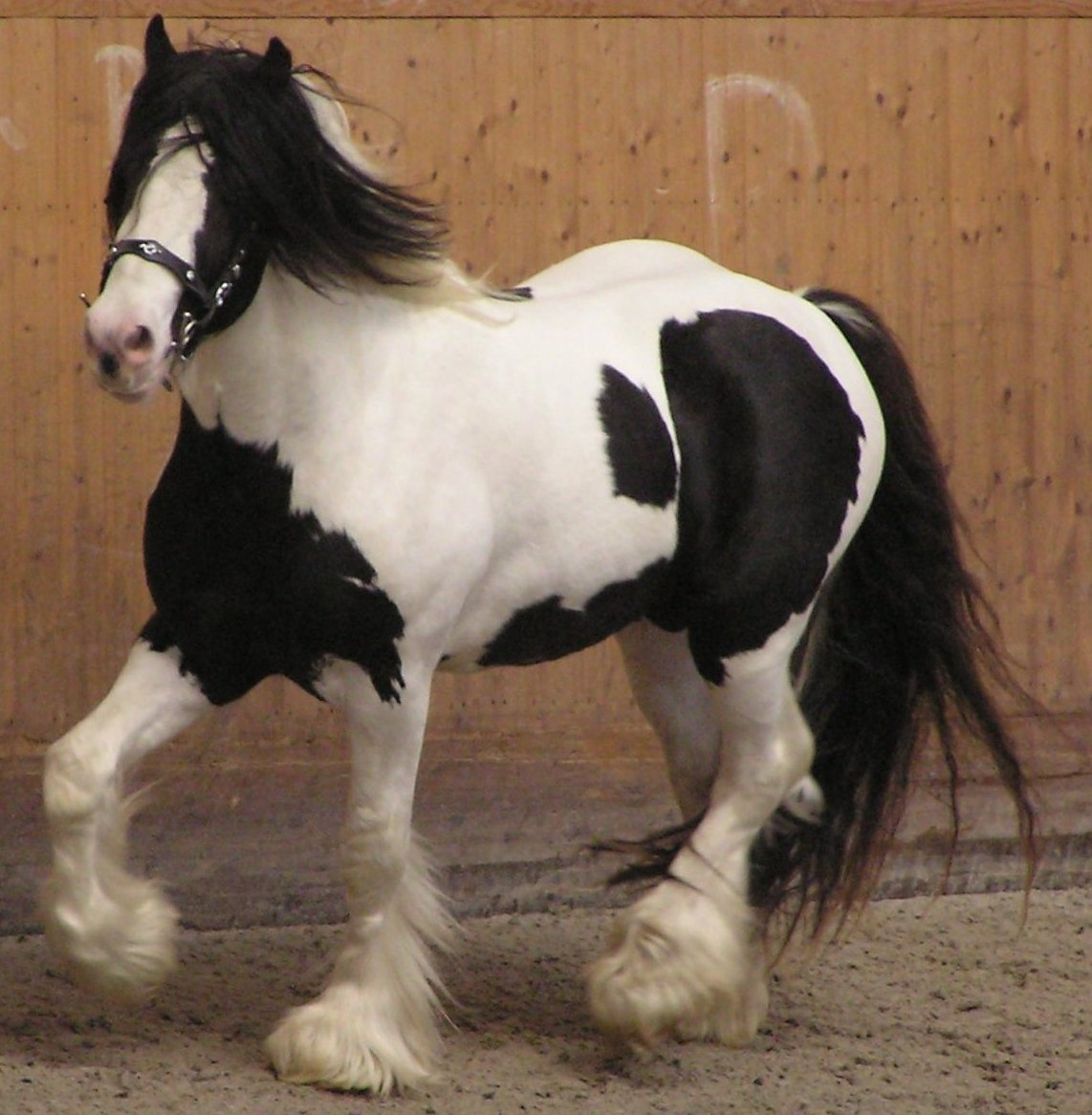
Un caballo picazo, patrón tobiano

Un animal picazo es aquel que presenta manchas sin pigmentar (blancas) sobre un fondo pigmentado de pelo, plumas o escamas. Así, un perro blanco y negro es un perro negro con manchas blancas. La piel del animal bajo el fondo blanco no está pigmentada.
La ubicación de las manchas no pigmentadas depende de la migración de los melanoblastos (células pigmentarias primordiales) desde la cresta neural hasta localizaciones bilaterales pareadas en la piel del embrión temprano. El patrón resultante solo parece simétrico si los melanoblastos migran a ambas localizaciones de un par y proliferan en el mismo grado en ambas. 
La apariencia de simetría puede quedar anulada si la proliferación de los melanocitos (células pigmentarias) dentro de las manchas en desarrollo es tan grande que el tamaño de estas aumenta hasta el punto de que algunas de ellas se fusionan, dejando solo pequeñas zonas de fondo blanco entre ellas y en las puntas de las extremidades. 
Los animales que presentan este patrón son aves, gatos, ganado vacuno, perros, zorros, caballos, cetáceos, ciervos, cerdos y serpientes. 
Algunos animales también presentan una coloración del iris del ojo que coincide con la de la piel circundante (ojos azules para la piel rosada, marrones para la oscura). La causa genética subyacente está relacionada con una afección conocida como leucismo.

### Caballos

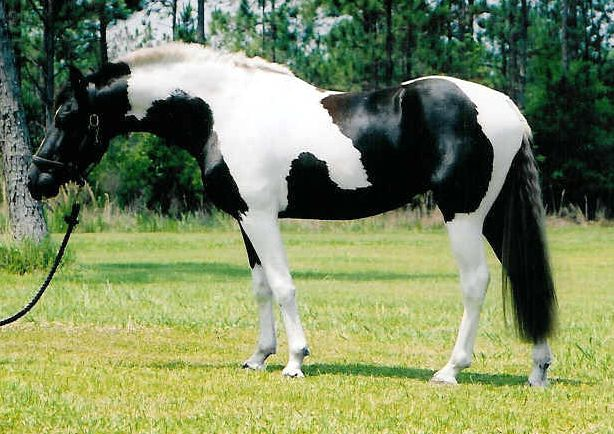
Una yegua picaza

Desde el punto de vista genético, un caballo picazo tiene con un pelaje de color negro y presenta un alelo para uno de los tres patrones básicos de manchas que se superponen al color base. El patrón de manchas de color más común, denominado tobiano, es dominante. El tobiano crea manchas grandes y redondeadas, normalmente con una orientación algo vertical, que suelen cruzar el dorso del caballo y las patas, y que hacen que la cabeza sea mayoritariamente oscura.  
Los tres genes de manchas menos comunes son el sabino, el frame y el splash overo, que crean diversos patrones mayoritariamente oscuros, con manchas dentadas y a menudo con una orientación horizontal, y blanco en la cabeza. La variante frame tiene las patas oscuras o mínimamente marcadas. 
El patrón sabino puede ser muy mínimo, normalmente añadiendo blanco que sube por las patas hasta el vientre o los flancos, con «encaje» o roaning en el borde del blanco, además de blanco en la cabeza que se extiende más allá del ojo, sobre la barbilla o ambos. La genética del overo y el sabino aún no se conoce por completo, pero pueden aparecer en la descendencia de dos progenitores de color sólido, mientras que un tobiano siempre debe tener al menos un progenitor tobiano.

### Perros
En muchas razas caninas es común el gen picazo. Las partes blancas del pelaje interrumpen los patrones de pelaje pigmentado. Los perros que pueden tener un pelaje manchado o multicolor, a menudo se denominan picazos si su cuerpo es casi totalmente blanco u otro color sólido con manchas y parches en la cabeza y el cuello. El alelo se denomina sP en el locus S y se localiza con el gen MITF. Es recesivo, por lo que los individuos homocigotos muestran este patrón de pelaje, mientras que los portadores heterocigotos pueden ser de color sólido. 

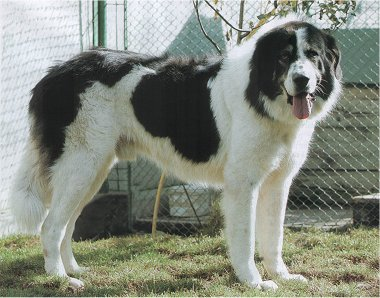
Perro pastor de Bucovina
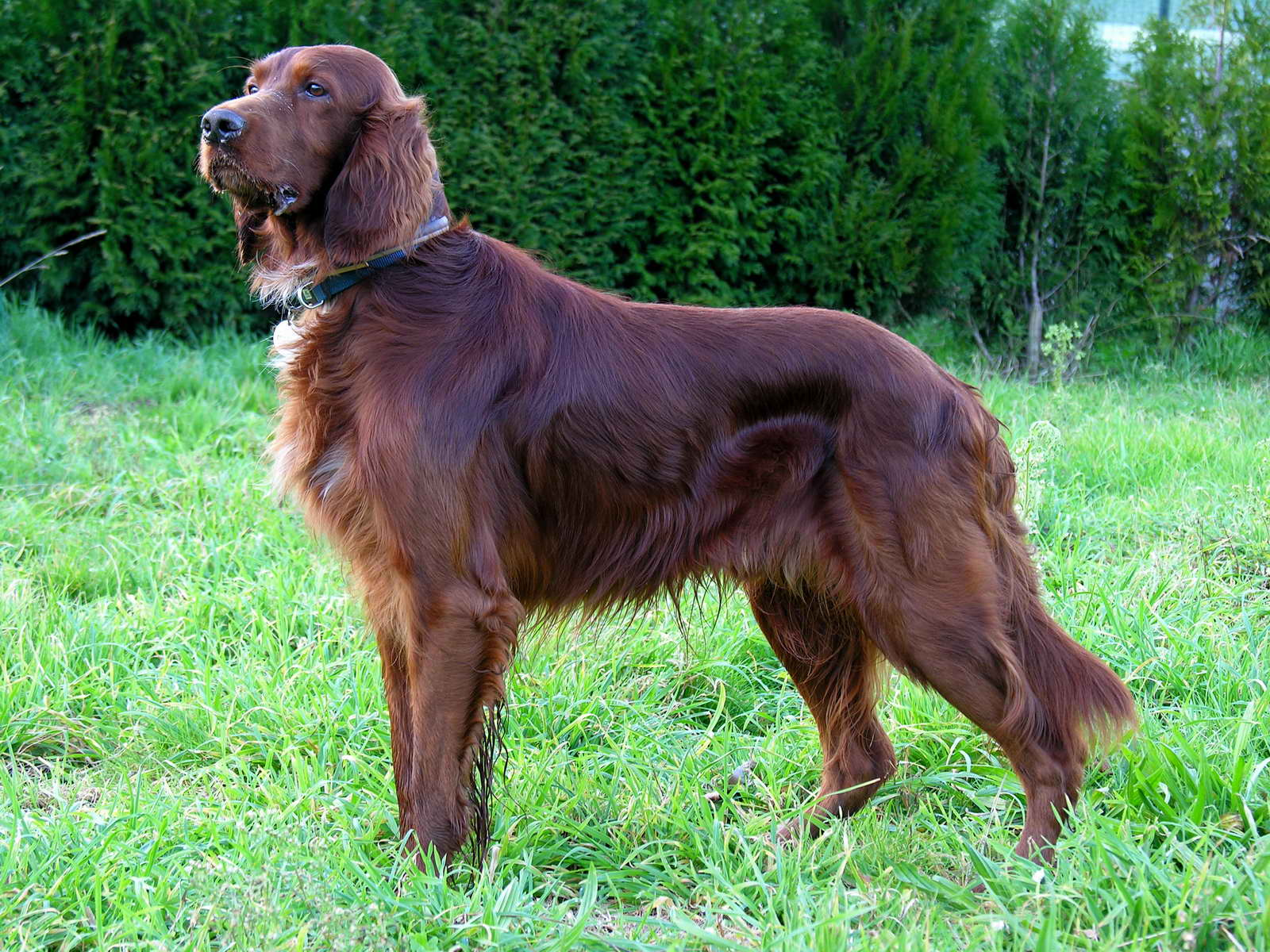
Setter irlandés rojo sin manchas picazo
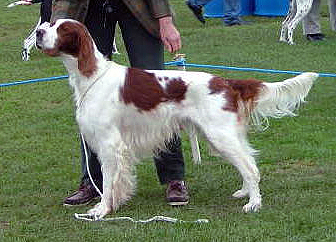
Setter irlandés rojo y blanco debido al gen picazo
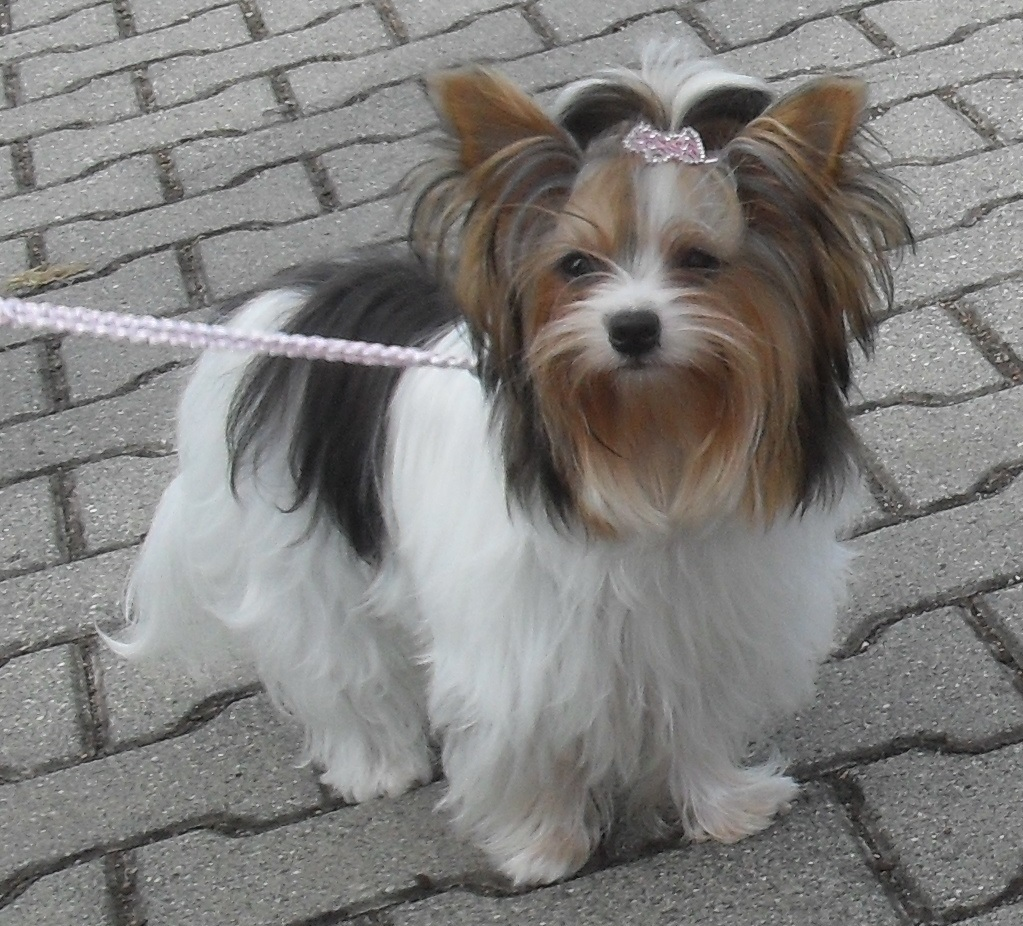
Un Biewer Terrier es un Yorkie azul y fuego con patrón de pelaje blanco.
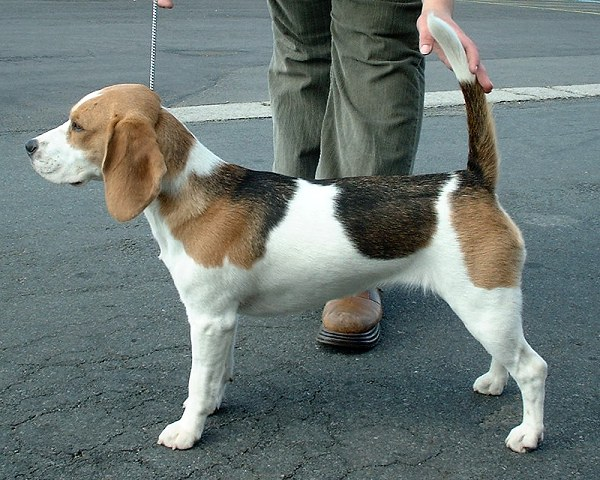
El Beagle suele ser tricolor por el gen picazo.
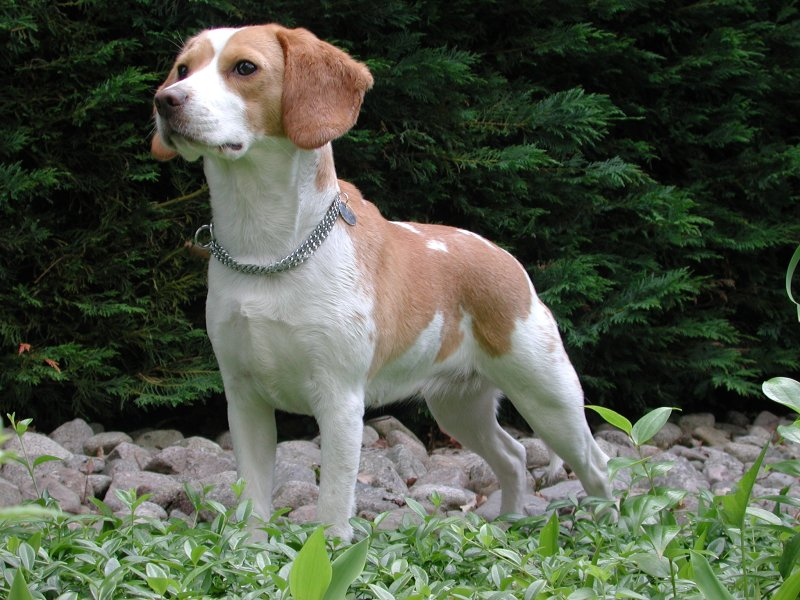
Los Jack Russell Terrier con rojo recesivo también tienen el gen picazo.

### Otros animales

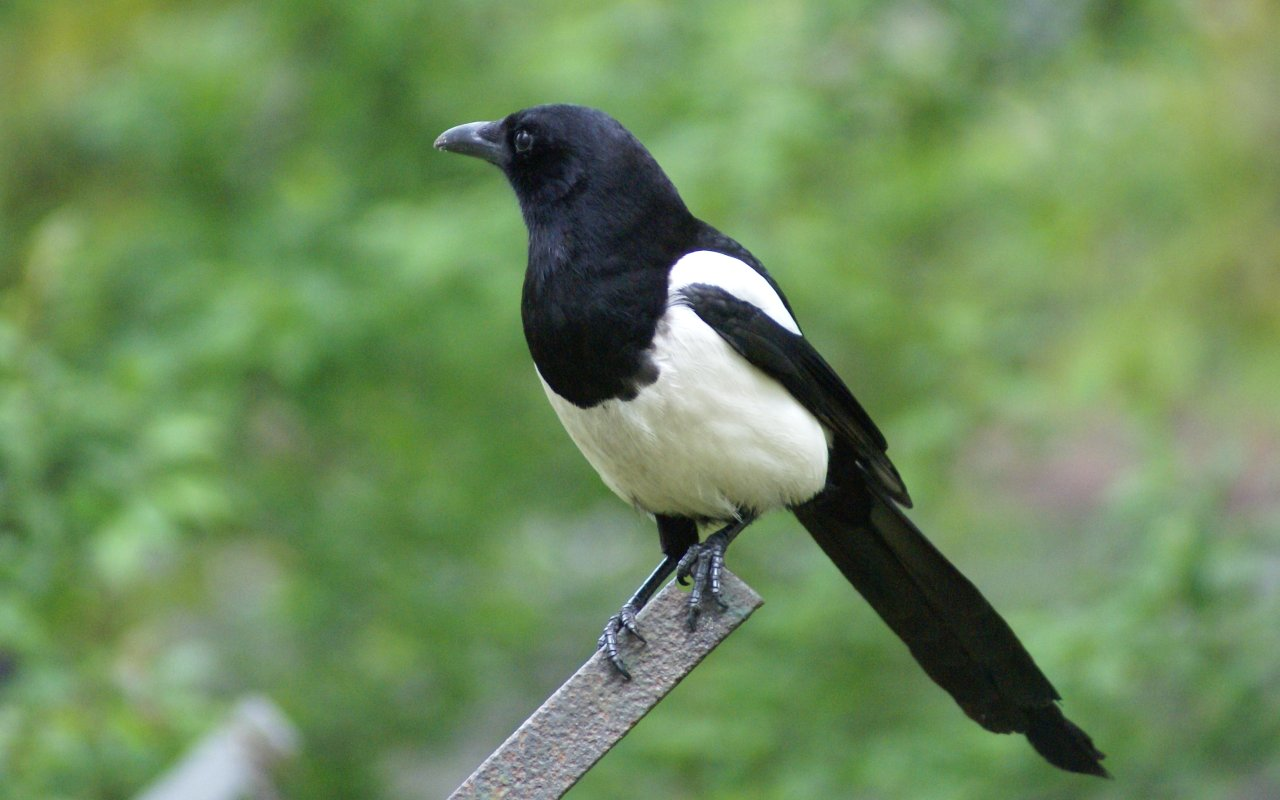
Urraca común (Pica pica).

Muchas otras especies animales también pueden ser picazas, incluidas las aves y las ardillas.  Las serpientes, especialmente las pitones reales y las serpientes de maíz, también pueden presentar manchas de escamas completamente pigmentadas junto con otras de escamas pigmentadas. 

Los gatos bicolores son portadores del gen de las manchas blancas (gen picazo, llamado incorrectamente de este modo). El mismo patrón que se aplica a los gatos también se aplica a los perros cuando el gen implicado es realmente el picazo y no otro gen causante del blanco que se encuentra en los perros. El gen picazo también se encuentra en vacas, hurones, cabras domésticas, peces de colores, cobayas, hámsters y conejos.

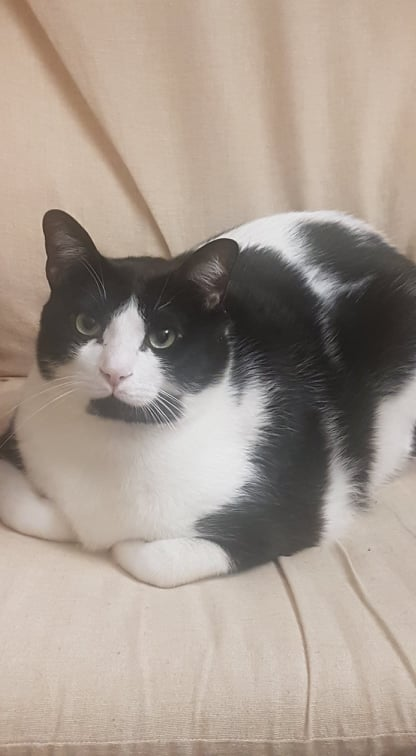
Gato bicolor
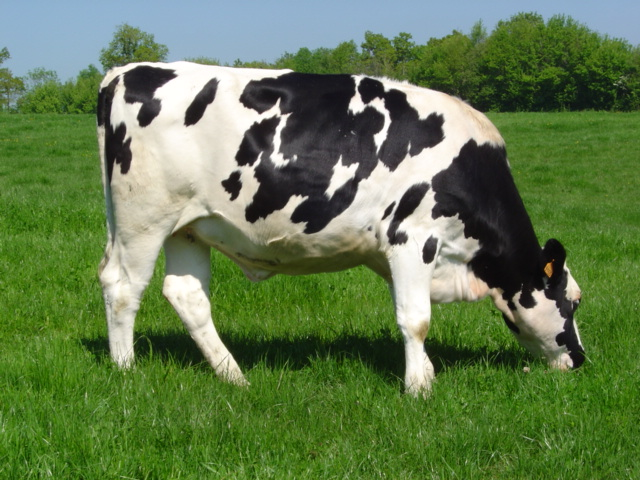
Vaca Holstein
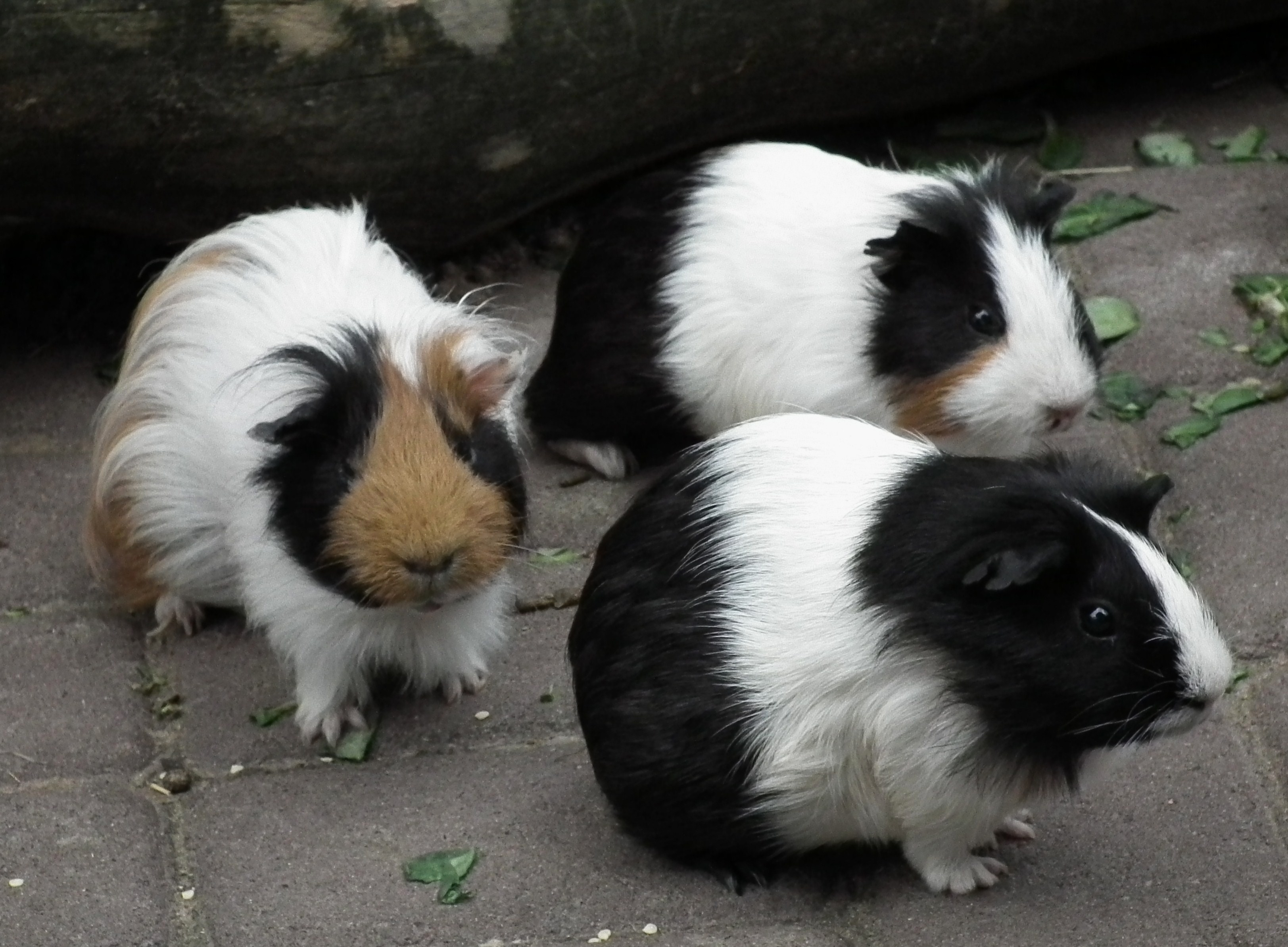
Cobayas
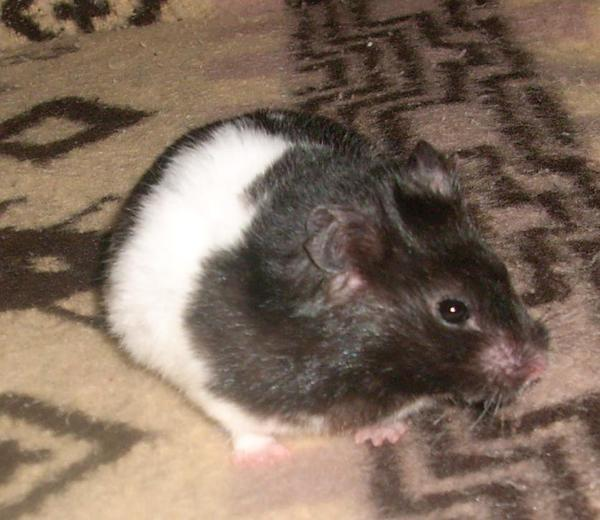
Hámster
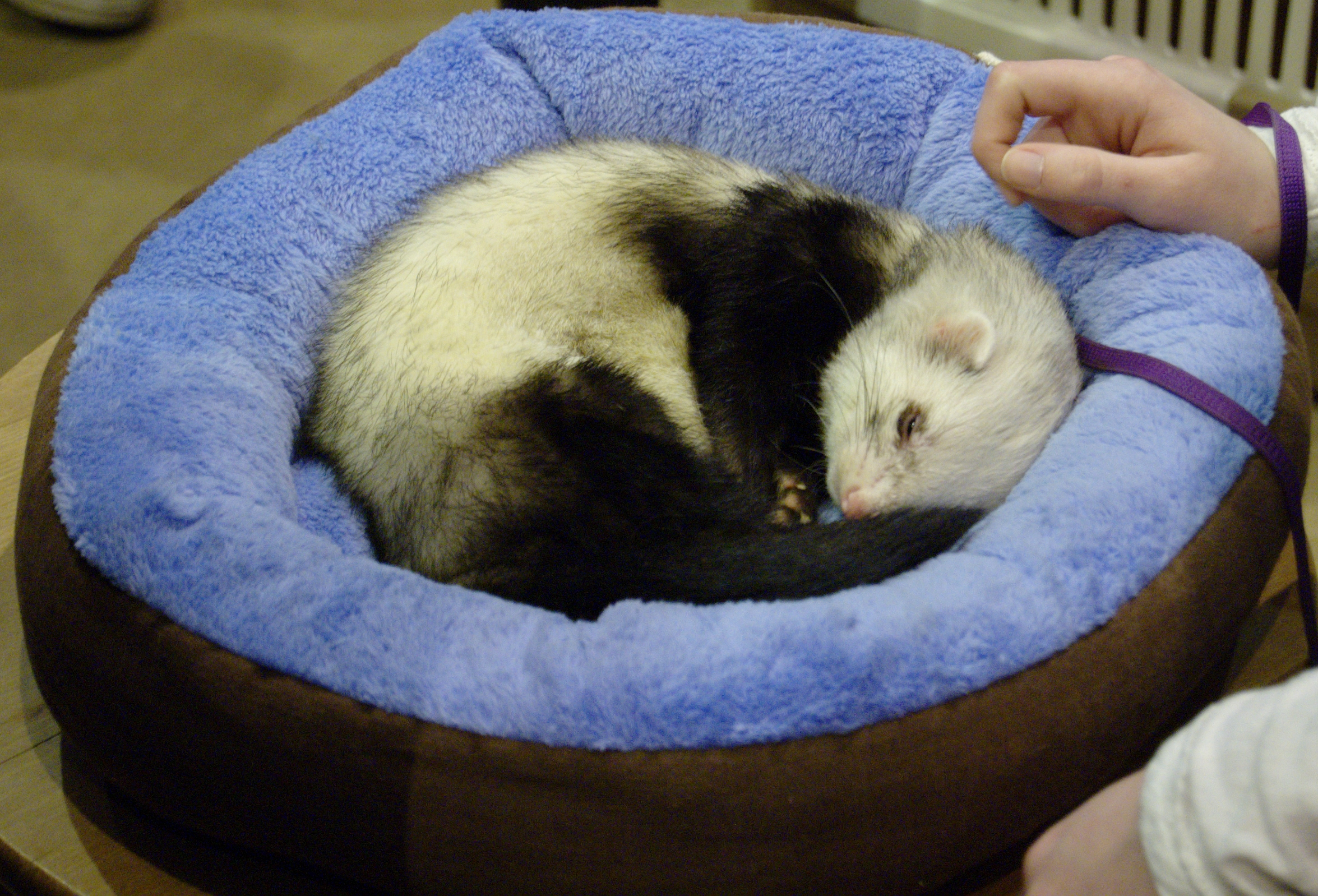
Hurón
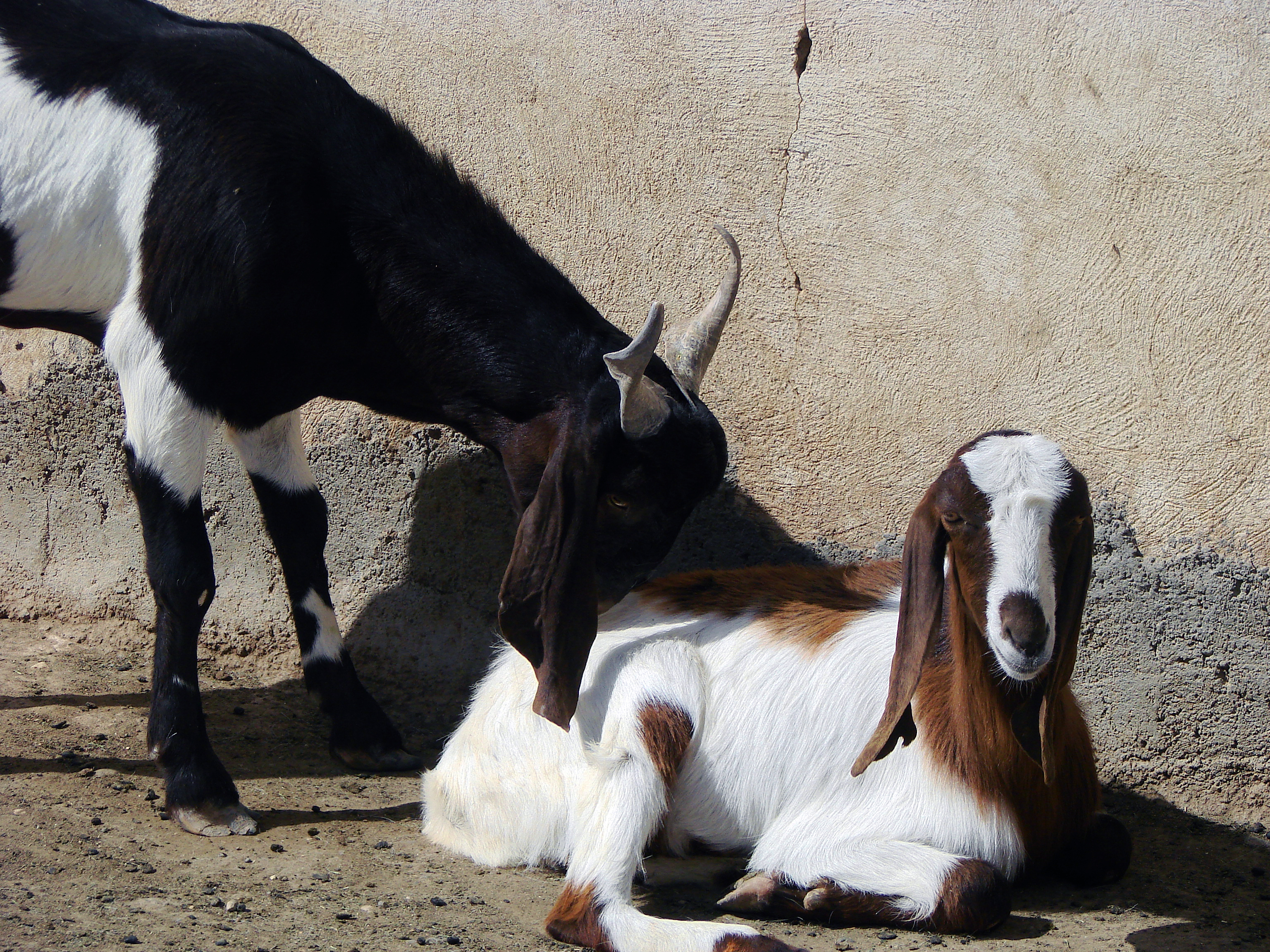
Cabra
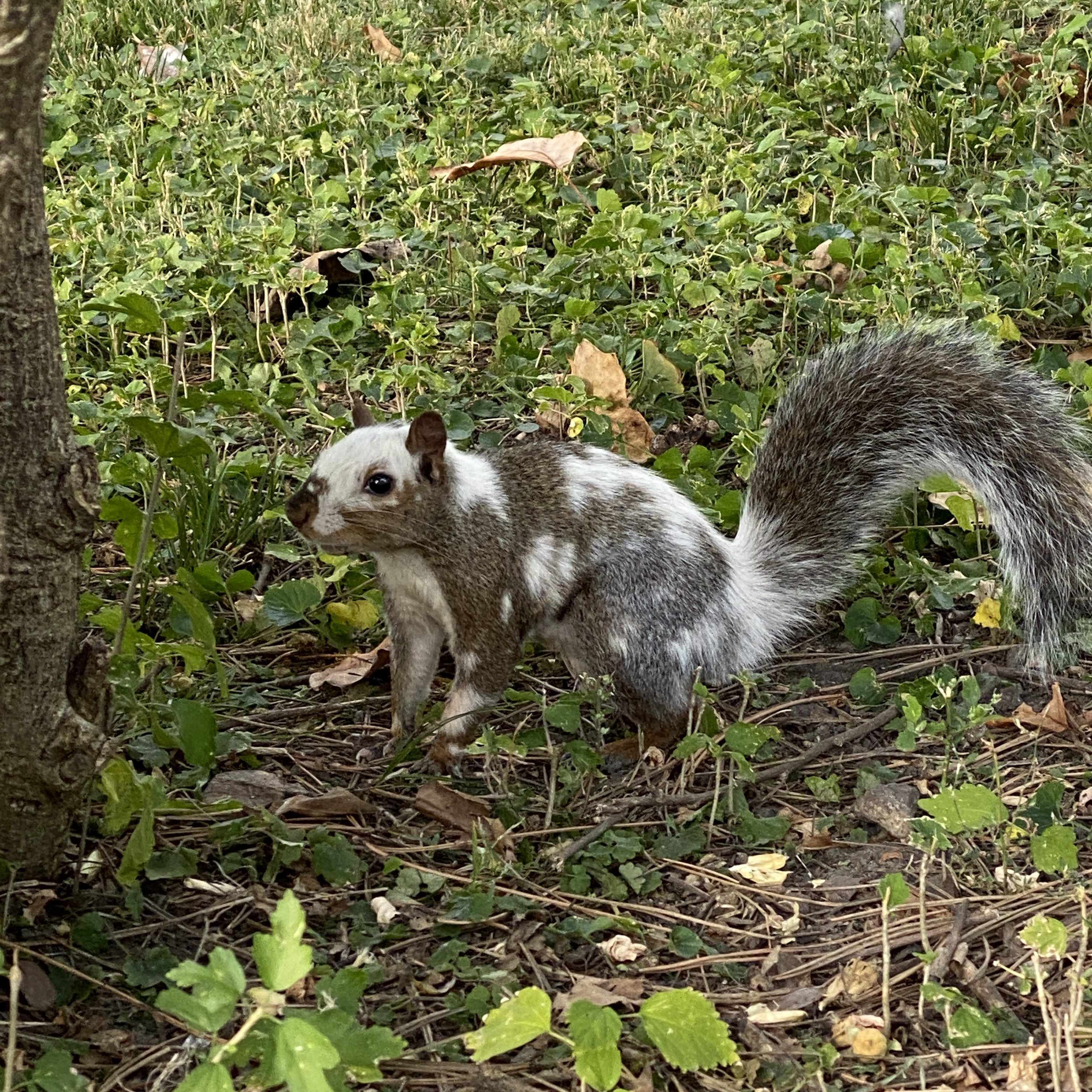
Ardilla

### Pigmentación
- Albinismo
- Discromía
- Eritrismo
- Heterocromía iridiscente
- Leucismo
- Melanismo
- Piebaldismo
- Vitíligo
- Xantocromía